# Campeonato Sudamericano de Football 1922
Il Campeonato Sudamericano de Football 1922 fu la sesta edizione della Coppa America di calcio. Fu organizzato dal Brasile e tutte le partite si disputarono all'Estádio das Laranjeiras di Rio de Janeiro dal 17 settembre al 22 ottobre 1922.
Inizialmente la CONMEBOL aveva assegnato l'incarico di organizzare il torneo al Cile, ma in seguito accontentò le richieste del Brasile, che proprio quell'anno celebrava il centenario dell'indipendenza.

## Nazionali partecipanti
Il torneo fu disputato per la prima volta da cinque squadre, cioè da tutti quanti gli allora membri della CONMEBOL.
| N° | Nazione   | Iscrizione CONMEBOL | Note                         |
| -- | --------- | ------------------- | ---------------------------- |
| 1  | Argentina | 1916                | Detentore Coppa America 1921 |
| 2  | Brasile   | 1916                | Nazione ospitante            |
| 3  | Cile      | 1916                |                              |
| 4  | Uruguay   | 1916                |                              |
| 5  | Paraguay  | 1921                |                              |

## Formula
La formula prevedeva che le cinque squadre partecipanti si affrontassero in un unico girone all'italiana, la cui prima classificata avrebbe vinto il torneo. Per ogni vittoria si attribuivano 2 punti, 1 per ogni pareggio e 0 per ogni sconfitta.

## Riassunto del torneo
Il torneo fu uno dei più discussi di sempre. Uruguay e Paraguay, giunte prime a pari merito col Brasile, accusarono gli arbitri brasiliani Pedro Santos ed Enrique Vignal di averle penalizzate per permettere alla Seleção, partita in sordina con 3 pareggi nelle prime 3 gare, di rientrare in corsa per il titolo. La polemica più accesa si ebbe in occasione dell'ultimo match regolare tra Paraguay e Argentina. I paraguaiani, cui bastava il pareggio per vincere il torneo, lamentarono una condotta pro-Argentina di Vignal. Quando l'arbitro assegnò agli argentini (in vantaggio 1-0) un rigore assai dubbio al 79', l'intera squadra paraguaiana (escluso il portiere Denis) abbandonò per protesta il terreno di gioco.
L'Uruguay si ritirò addirittura dalla manifestazione, mentre il Paraguay decise, pur non senza roventi dissensi interni, di restare a giocare lo spareggio contro il Brasile, vinto dai carioca per 3-0.

## Risultati
| Arbitro: | Vallarino |

|         |           |           |
| Tatú 9’ | Marcatori | 41’ Bravo |

| Arbitro: | Andreu |

|  |           |                                |
|  | Marcatori | 10’ Heguy 19’ (rig.) Urdinarán |

| Arbitro: | Ladrón |

|             |           |           |
| Amílcar 71’ | Marcatori | 14’ Rivas |

| Arbitro: | Vallarino |

|                                        |           |  |
| Chiesa 10’ Francia 36’ 41’ Gaslini 75’ | Marcatori |  |

| Rio de Janeiro 1º ottobre 1922 | Brasile | 0 – 0 referto | Uruguay | Estádio das Laranjeiras (30.000 spett.)\| Arbitro: \| Pérez \| |
| Arbitro:                       | Pérez   |               |         |                                                                |

| Arbitro: | Pérez |

|                                  |           |  |
| Ramírez 23’ López 38’ Fretes 54’ | Marcatori |  |

| Arbitro: | Santos |

|             |           |  |
| Buffoni 43’ | Marcatori |  |

| Arbitro: | Santos |

|  |           |             |
|  | Marcatori | 7’ Elizeche |

| Arbitro: | Andreu |

|                             |           |  |
| Neco 42’ Amílcar 86’ (rig.) | Marcatori |  |

| Arbitro: | Vignal |

|  |           | |
|  | Marcatori | 63’ 79’ (rig.) Francia Il Paraguay abbandona il campo per protesta contro l'arbitro al 79'. Il punteggio resta invariato. |

## Classifica finale
| Pos. | Squadra   | Pt | G | V | N | P | GF | GS | DR |
| ---- | --------- | -- | - | - | - | - | -- | -- | -- |
| 1.   | Paraguay  | 5  | 4 | 2 | 1 | 1 | 5  | 3  | +2 |
| 1.   | Brasile   | 5  | 4 | 1 | 3 | 0 | 4  | 2  | +2 |
| 1.   | Uruguay*  | 5  | 4 | 2 | 1 | 1 | 3  | 1  | +2 |
| 4.   | Argentina | 4  | 4 | 2 | 0 | 2 | 6  | 3  | +3 |
| 5.   | Cile      | 1  | 4 | 0 | 1 | 3 | 1  | 10 | -9 |

(*) Uruguay ritirato per protesta.

## Spareggio
| Arbitro: | Pérez |

|                          |           |  |
| Neco 11’ Formiga 48’ 89’ | Marcatori |  |

## Classifica marcatori
4 gol
- Francia.

2 gol
- Amilcar, Formiga e Neco.

1 gol
- Chiesa, Gaslini;
- Tatú;
- Bravo;
- Elizeche, Fretes, López, Ramírez e Rivas;
- Buffoni, Heguy e Urdinarán.

## Arbitri
- Servando Pérez
- Enrique Vignal
- Pedro Santos
- Norberto Ladrón de Guevara
- Francisco Andreu
- Ricardo Vallarino